# 多刺杜父魚
多刺杜父魚，為輻鰭魚綱鮋形目杜父魚亞目杜父魚科杜父魚屬的其中一種。該物種分布於中亞錫爾河流域的上游河川，為底棲性魚類，體長可達10.3公分。

## 扩展阅读
維基物種上的相關：多刺杜父魚